# Знаки почтовой оплаты СССР (1973)
Зна́ки почто́вой опла́ты СССР (1973) — перечень (каталог) знаков почтовой оплаты (почтовых марок), введённых в обращение дирекцией по изданию и экспедированию знаков почтовой оплаты Министерства связи СССР в 1973 году.

## Список коммеморативных (памятных) марок
Порядок следования элементов в таблице соответствует номеру по каталогу марок СССР (ЦФА), в скобках приведены номера по каталогу «Михель».
| № по каталогу                        | Изображение | Описание и источники                         | Номинал   | Дата выпуска        | Тираж     | Художник        |
| ------------------------------------ | ----------- | -------------------------------------------- | --------- | ------------------- | --------- | --------------- |
| (ЦФА [АО «Марка»] № 4290) (Mi #4180) |             | «С Новым, 1974 годом!»: - Московский Кремль. | 0,06 руб. | 30 ноября 1973 года | 3 600 000 | Леонид Кузнецов |

## Комментарии
1. ↑  Ниже приведён перечень памятных художественных марок (с возможностью сортировки по номиналу, тиражу и дате введения в обращение).
2. ↑  Новогодняя марка «С Новым, 1974 годом!»: на многоцветной марке  (ЦФА [АО «Марка»] № 4290) — Московский Кремль, текст «С Новым годом! 1974». Офсетная печать на мелованной бумаге с лаковым покрытием, перфорирована: комбинированная гребенчатая зубцовка 12:12½ (на каждые 2 сантиметра края марки приходится 12:12½ зубцов). В марочных листах 50 (10×5)[2][6][7].